# Вільям Аллен (яхтсмен)
Вільям Аллен (англ. William Allen, 20 листопада 1947) — американський яхтсмен.
Олімпійський чемпіон 1972 року в класі Солінґ.